# Milà-Sanremo 1948
La Milà-Sanremo 1948 fou la 39a edició de la Milà-Sanremo. La cursa es disputà el 19 de març de 1948 i va ser guanyada per l'italià Fausto Coppi, que s'imposà en solitari en la meta de Sanremo i d'aquesta manera aconseguia la segona de les seves tres victòries en aquesta cursa.
174 ciclistes hi van prendre part, acabant la cursa 72 d'ells.

## Classificació final
|    | Ciclista          | Equip              | Temps      |
| -- | ----------------- | ------------------ | ---------- |
| 1  | Fausto Coppi      | Bianchi            | 7h 33' 20" |
| 2  | Vittorio Rossello | Viani              | + 5' 17"   |
| 3  | Fermo Camellini   | Metropole          | m. t.      |
| 4  | Olimpio Bizzi     | Viscontea          | + 8' 55"   |
| 5  | Italo de Zan      | Atala              | m. t.      |
| 6  | Sergio Maggini    | Wilier-Triestina   | m. t.      |
| 7  | Giordano Cottur   | Wilier-Triestina   | m. t.      |
| 8  | Bernard Gauthier  | Mercier-Hutchinson | m. t.      |
| 9  | Enzo Bellini      | Cimatti            | m. t.      |
| 10 | Mario Vicini      | Bianchi            | m. t.      |